# Elling
Elling är en norsk film från 2001. Filmen är baserad på romanen  Brødre i blodet av Ingvar Ambjørnsen, och är regisserad av Petter Næss. Den var nominerad till Oscar för bästa utländska film vid 2002 års gala. Historien har även satts upp som teaterpjäs, under namnet Elling och Kjell Bjarne.

## Handling
Den 40-åriga poeten Elling (Per Christian Ellefsen) har bott större delen av sitt liv överbeskyddad och skyddad av sin mor i barndomshemmet. När hans mor dör, och de sociala myndigheterna får reda på hur han lever, tvingas han ut i världen. Först till ett vårdhem för psykiskt sjuka. Där blir han god vän med Kjell Bjarne, och dessa två får sedan möjligheten att prova på livet på egen hand i lägenhet i Oslo. De har bara varandra som ende vän. 
De två lyckas sakta lära sig hur det är att leva ett vanligt liv. Kjell-Bjarne lär känna kvinnan i lägenheten över, som gravid blivit dumpad av sin pojkvän, och de tar hand om varandra.  Elling lär sig så småningom att tala i telefon och känna en känd norsk poet, genom att på ett originellt sätt göra sig känd som poet. De besöker en stuga och umgås.
Elling och Kjell-Bjarne lyckats sköta sig så bra på egen hand att stödkontakten Frank Åsli slutar besöka dem. Kjell-Bjarne flyttar på heltid upp till sin kvinna, Reidun Nordsletten, på andra våningen. För Elling går detta dock inte så bra. Elling deppar ihop av att bo ensam. Han känner sig utstött och blir passiv. Kjell-Bjarne och Reidun Nordsletten försöker få honom på fötter igen. 
Andra filmen "Mors Elling" utspelar sig tidigare, när Ellings mor fortfarande är i livet. De åker på solsemester, för Ellings mor vill att han lär sig leva själv, utan att vara beroende av henne. När hans mor dör hamnar Elling dock på vårdhemmet.
Det finns tre filmer om Elling:  "Elling" (2001), "Mors Elling" (2003) och "Elling, älska mig i morgon" (2005).

## Rollista (i urval)
- Per Christian Ellefsen - Elling
- Sven Nordin - Kjell Bjarne
- Marit Pia Jacobsen - Reidun Nordsletten
- Jørgen Langhelle - Frank Åsli